# تالادیگا سوپراسپیدوی
تالادیگا سوپراسپیدوی (به انگلیسی: Talladega Superspeedway) ملقب به "Dega"، و نام قبلی Arabama International Motor Speedway (AIMS)، یک پیست اتومبیلرانی است که در شمال تالادیگا در ایالت آلاباما واقع شده‌است. این مجموعه در پایگاه سابق نیروی هوایی آنیستن در شهر کوچک لینکلن واقع شده‌است. این پیست سه بیضی شکل است و در سال ۱۹۶۹ توسط شرکت بین‌المللی اسپیدوی که تحت کنترل خانواده فرانس است ساخته شده و در حال حاضر میزبان سری رقابت‌های جام ناسکار، سری Xfinity ناسکار و سری Gander RV & Outdoors وانت ناسکار است. تالادیگا طولانی‌ترین مسیر بیضی ناسکار است، با طول ۲٬۶۶ مایل (۴٬۲۸۱ کیلومتر) در مقایسه با دیتونا اینترنشنال اسپیدوی که ۲٬۵ مایل (۴٬۰ کیلومتر) طول دارد. ظرفیت کل تالادیگا حدود ۱۷۵،۰۰۰ تماشاگر است، و جایگاه اصلی ظرفیتی حدود ۸۰،۰۰۰ تماشاگر دارد.